# Suzanne Brøgger
Pour les articles homonymes, voir Brøgger.
 (mai 2021).
Suzanne Brøgger est une auteure danoise, née le 18 novembre 1944 à Copenhague. 

## Biographie
Son premier livre, Fri os fra kærligheden, sort en 1975. Il est traduit en français en 1978 et publié par Pierre Belfond sous le titre Et délivrez-nous de l'amour....
Henry Miller écrit à propos de ce premier livre : 

« Je n'ai jamais rien lu d'aussi audacieux et d'aussi courageux, depuis Rabelais, que ce livre écrit par une Danoise. Je ne suis pas précisément un avocat du Mouvement de libération des femmes, mais Suzanne Brøgger, comme Anaïs Nin, va bien au-delà des aspirations de ce mouvement. Elle est peut-être "radicale" et "féministe" mais elle est surtout elle-même, quelqu'un d'absolument unique. »

Pour cet ouvrage, elle est l'invitée de Bernard Pivot, aux côtés de René Barjavel et de Jean-Paul Aron, le 17 novembre 1978, pour un numéro d'Apostrophes ayant pour titre « De la sexualité au XIXe et au XXe siècles ».
Suivront, traduits en français, Crème fraiche (Belfond,1979) et Oui (l'amour sans limites) chez Jean-Claude Lattès en 1985. Dans ses trois premiers livres, Suzanne Brøgger part en guerre contre la famille, contre la monogamie et contre le machisme.
Elle a également été journaliste et a côtoyé de nombreuses personnalités littéraires de la fin du XXe siècle dont Henry Miller, Anaïs Nin ou encore Louis-Jacques et Marayat Rollet-Andriane, couple révélé au grand public sous le pseudonyme Emmanuelle Arsan.
Suzanne Brøgger revient notamment sur son expérience philosophique et érotique à Bangkok avec les Rollet-Andriane, lorsqu'elle avait 16 ans, dans la postface Un été avec Emmanuelle Arsan du livre La Philosophie nue sorti en France en décembre 2016. Dans l'édition de tête de ce même livre se trouve le fac-similé de L'amour nu, un texte de chanson qu'Emmanuelle Arsan a écrit pour Suzanne Brøgger.
Depuis 1997, Suzanne Brøgger est membre de l'Académie danoise, organisation fondée en 1960 pour promouvoir la langue danoise, notamment au travers de la littérature.

## Œuvres traduites en français
- Et délivrez-nous de l'amour..., Belfond, 1978
- Crème fraiche, Belfond, 1979
- Oui (l'amour sans limites) Jean-Claude Lattès, 1985
- Un été avec Emmanuelle Arsan (postface à La Philosophie nue d'Emmanuelle Arsan), éditions Le Sélénite, 2016